# Stenichneumon annulicornis
Stenichneumon annulicornis är en stekelart som först beskrevs av Győző Szépligeti 1901.
Stenichneumon annulicornis ingår i släktet Stenichneumon och familjen brokparasitsteklar. Inga underarter finns listade i Catalogue of Life.